# Санин, Игорь Васильевич
Игорь Васильевич Санин  (1926—1996) — советский и российский инженер-физик, специалист в области  ядерного вооружения, доктор технических наук (1968), профессор (1968); лауреат Ленинской премии (1966) и Государственной премии СССР (1955). 

## Биография
Родился 30 ноября 1926 года в  Донецкой области.
С 1950 года после окончания Харьковского государственного университета работал в системе атомной промышленности СССР. С 1950 года направлен в закрытый город Арзамас-16, работал старшим лаборантом, инженером, с 1953 года научным сотрудником ВНИИЭФ.
С 1955 года направлен в закрытый город Челябинск-70, был заведующим Лаборатории Газодинамического сектора, с 1958 года начальником Рентгенографического отдела, с 1963 года  заместитель главного конструктора — начальник Газодинамического сектора, с 1989 года главный научный сотрудник ВНИИТФ; под  руководством и при непосредственном участии И. В. Санина  проведена разработка и отработка большого числа различных ядерных зарядов на газодинамической стадии их работы. И. В. Санин внёс вклад в разработку взрывчатых составов с требуемыми свойствами, а также в изучение явления кумуляции энергии во взрывных процессах и его использование в изучении свойств и поведения материалов при экстремально высоких динамических нагрузках.
Умер 30 августа 1996 года в Снежинске.  

## Награды

### Ордена
- Орден Ленина  (1986)
- Орден Октябрьской революции  (1976)
- Орден Трудового Красного Знамени (1962)

### Премии
- Государственная премия СССР (1955)
- Ленинская премия (1966)

## Память
- В 1998 году в ВНИИТФ учреждена ежегодная премия имени И. В. Санина[1].